# Бронзовая кукушка Клааса
Бронзовая кукушка Клааса (лат. Chrysococcyx klaas) — вид птиц семейства кукушковых, обитающий в Африке.

## Описание
Длина тела составляет примерно 18 см. Оперение самцов сверху яркого блестяще-зелёного цвета, грудь белая. Выражен половой диморфизм. Самка крупнее, её грудь покрыта коричневыми и белыми полосами, а верхняя часть тела покрыта полосами блестящего коричневого и зелёного цвета. 

## Распространение
Бронзовая кукушка Клааса круглый год обитает в Центральной Африке, Мозамбике, от западного побережья Африки в Гвинее до Эфиопии, а также в Капской провинции Южной Африки. В сезон дождей она гнездится также в Намибии, в восточной части Южной Африки, а также вдоль Сахеля от Сенегала до Эритреи, редко также на западном побережье Саудовской Аравии. 

## Образ жизни
Птицы живут в вечнозелёных, галерейных и сухих лесах. Бронзовая кукушка Клааса в отличие от близкородственного вида золотистая бронзовая кукушка чаще встречается в открытых саваннах. Питание состоит большей частью из насекомых, чаще гусениц, которых птицы склёвывают с кустов и деревьев. Других насекомых птицы ловят в полёте из засады. Иногда бронзовая кукушка Клааса питается также плодами. Бронзовая кукушка Клааса — это гнездовой паразит, хозяевами являются среди прочих, нектарницевые и славковые. Как и у других видов рода Chrysococcyx самцы дополнительно подкармливают выводок. Причины такой заботы о птенцах не известны.